# Science-Fiction-Jahr 1858
Übersicht

◄◄ | ◄ | 1854 | 1855 | 1856 | 1857 | Science-Fiction-Jahr 1858 | 1859 | 1860 | 1861 | 1862 | ► | ►►

Weitere Ereignisse

## Neuerscheinungen Literatur
| Deutscher Titel  | Deutschsprachiges Erscheinungsjahr | Originaltitel    | Autor              | Anmerkungen |
| ---------------- | ---------------------------------- | ---------------- | ------------------ | ----------- |
| Die Diamantlinse | 1979                               | The Diamond Lens | Fitz-James O’Brien |             |

## Geboren
- Arthur Brehmer († 1923)
- Leopold Engel († 1931)
- Julius Gans von Ludassy († 1922)
- Adolph Hoffmann
- Karl Lorenz
- Alexander Reichardt († 1922)
- Georg Rothgießer († 1943)
- Anna Schultz († 1913)
- Paul Thiem († 1922)